# Biserica romano-catolică „Neprihănita Zămislire” din Oradea
Biserica romano-catolică „Neprihănita Zămislire” din Oradea-Velența este un edificiu religios din Oradea, cartierul Velența, aflată pe strada Tineretului, la numărul 1.

## Istoric
Piatra de temelie a bisericii a fost pusă de episcopul Szaniszló Ferenc în anul 1858, iar sfințirea bisericii a avut loc în anul 1862.

## Arhitectura
Biserica este decorată cu elemente în arcadă frântă, iar fațada are patru pilaștri și două intrări.
Un pictor anonim vienez a realizat picturile pe altarul central și pe cele două altare laterale, care sunt dedicate Sfântului rege Ștefan și Sfântului prinț Emerich.
În biserică se află și două statui de lemn ale Inimii lui Isus și Sfintei Fecioare Maria, care sunt opera unui sculptor tirolez.